# Jollas
Jollas  (лат.) — род аранеоморфных пауков из подсемейства Amycinae в семействе пауков-скакунов (Salticidae). Большинство видов распространены в Центральной и Южной Америке. Однако, один вид — Jollas lahorensis, встречается в Пакистане; возможно, что вид классифицирован ошибочно.

## Виды
- Jollas amazonicus Galiano, 1991 — Бразилия
- Jollas armatus (Bryant, 1943) — Гаити
- Jollas crassus (Bryant, 1943) — Гаити
- Jollas geniculatus Simon, 1901 — Панама, Тринидад, Колумбия, Венесуэла, Гвиана typus
- Jollas hawkeswoodi Makhan, 2007 — Суринам
- Jollas lahorensis (Dyal, 1935) — Пакистан
- Jollas manantiales Galiano, 1991 — Аргентина
- Jollas minutus (Petrunkevitch, 1930) — Пуэрто-Рико
- Jollas paranacito Galiano, 1991 — Аргентина
- Jollas pompatus (Peckham & Peckham, 1893) — Панама, Сент-Винсент и Гренадины
- Jollas puntalara Galiano, 1991 — Аргентина